# Cassare
Cassare eller calissare (från portugisiska casar, "gifta sig") var en term för en äktenskapsallians som ingicks mellan manliga europeiska och afrikanska slavhandlare i Västafrika under den transatlantiska slavhandelns epok.
Det handlade om affärsförbindelser, där en manlig europeisk köpman skaffade sig värdefulla inhemska handelskontakter genom att gifta sig med en inflytelserik lokal kvinna, eller en  dotter till en inflytelserik lokal man. Dessa äktenskap ägde vanligen rum enligt afrikansk rit och accepterades som äktenskap i lokalsamhället, men betraktades inte som giltig av européerna, som snarare såg det som en form av konkubinat. Inom det inhemska samhället uppfattades äktenskapet också som en tillfällig affärsförbindelse, och det upplöstes i allmänhet på gemensam överenskommelse när mannen återvände till Europa.